# Anton M. Zahorsky
Anton Maria Zahorsky (geboren 28. Oktober 1900 in Triest, Österreich-Ungarn; gestorben 12. Dezember 1985) war ein österreichischer Journalist und Übersetzer.

## Leben
Anton Maria Zahorsky war ein Sohn des Arztes Anton Kaspar Zahorsky, der aus Prag stammte, und der Maria Luise Suchodolsky, die in Konstantinopel geboren wurde, er hatte vier Geschwister mit dem Familiennamen Custer. Er publizierte auch unter dem Namen Anton M. Zahorsky-Suchodolski. Durch seinen Vater wurde er nach dem Ersten Weltkrieg Tschechoslowake, ohne dort zu wohnen und zu arbeiten. 1946 erhielt er die österreichische Staatsbürgerschaft. Er heiratete 1948 Angela Obwexer aus Matrei.
Zahorsky machte 1919 das Abitur in Triest, das seit Ende 1918 italienisch war. Er studierte Philosophie, Soziologie, Geschichte und Journalistik an der Universität Wien, an der Wirtschaftshochschule Triest, an der Universität München und wurde 1929 an der Universität Frankfurt promoviert. Von 1930 bis 1932 arbeitete er für die München-Augsburger Abendzeitung, danach als freier Journalist in der Schweiz und in Italien. 1936 machte er noch ein Übersetzerdiplom an der Universität Wien und arbeitete als Pressesachbearbeiter im Kanzleramt der austrofaschistischen Regierung. Nach dem Anschluss Österreichs 1938 wurde er von der Gestapo inhaftiert und emigrierte nach seiner Freilassung nach Triest. Während des Zweiten Weltkriegs arbeitete er in der Zeit der deutschen Besetzung Norditaliens von 1943 bis 1945 als Übersetzer in Venedig und übersetzte italienische faschistische politische Bücher ins Deutsche.
Nach der Befreiung Italiens 1945 arbeitete Zahorsky für die Alliierten in Venedig und im Freistaat Triest und war 1950 in der französischen Zone Österreichs als Übersetzer in Innsbruck tätig. 1954 wurde er Mitglied der SPÖ. 1956 zog er wieder nach Österreich und war für ein Jahr Herausgeber der Kleinen Zeitung in Klagenfurt. Von 1958 bis 1966 arbeitete er für die Austria Presse Agentur. Zahorsky übersetzte Sachbücher aus dem Italienischen und Kriminalromane aus dem Englischen ins Deutsche. 1973 wurde Zahorsky in Österreich zum Titularprofessor ernannt.

## Schriften (Auswahl)
- Der Solidarismus : Eine Kritik der Lehre vom Consensus in der Gesellschaft. München, 1930. Frankfurt, Phil. Diss., 1929
- Anton M. Zahorsky-Suchodolski: Triest; Schicksal einer Stadt. Wien : Bergland, 1962

Übersetzungen
- S. S. Van Dine: Die chinesische Vase. Übersetzung aus dem Englischen. Wien : Tal, 1938
- Alfred Walter Stewart: Tod auf Teilung. Übersetzung aus dem Englischen. Wien : Tal, 1938
- Baynard Kendrick: Der Karo-Elfer. Übersetzung aus dem Englischen. Wien : Alfred Ibach, 1939
- Erle Stanley Gardner: Ein Blick zurück. Übersetzung aus dem Englischen. Wien : Tal, 1939
- Americo Ribera: – kein Zurück .... Übersetzung aus dem Englischen. Berlin : Zsolnay, 1939
- Roberto Farinacci: Die faschistische Revolution / Bd. 2. Aufstand der Roten und Sieg der Fasci. Übersetzung aus dem Italienischen. München : C. H. Beck, 1940
- Roberto Farinacci: Die faschistische Revolution / Bd. 3. Der Marsch auf Rom. Übersetzung aus dem Italienischen. München : C. H. Beck, 1941
- Cristoforo Colombo: Bordbuch : Aufzeichnungen seiner ersten Entdeckungsfahrt nach Amerika 1492–93. Übersetzung aus dem Italienischen. Zürich : Rascher, 1941
- Maffio Maffii: Cicero und seine Zeit. Übersetzung aus dem Italienischen. Zürich : Rascher, 1943
- Costantino Bresciani Turroni: Einführung in die Wirtschaftspolitik. Übersetzung aus dem Italienischen. Bern : Francke, 1948
- Dino Satolli: Römische Fastenzeit. Übersetzung aus dem Italienischen. Wien : Wiener Dom-Verlag, 1965